# فینال بزرگ ای–لیگ ۲۰۲۲
فینال بزرگ ای-لیگ ۲۰۲۲ (به انگلیسی: 2022 A-League Grand Final) هفدهمین دوره از بازی‌های فینال بزرگ ای-لیگ استرالیا و بازی تعیین کننده قهرمان ای-لیگ ۲۲–۲۰۲۱ بود. این بازی بین بالا نشینان جدول فصل و مدافعین عنوان قهرمانی، ملبورن سیتی و وسترن یونایتد در ۲۸ مه ۲۰۲۲ در ورزشگاه مستطیلی در ملبورن انجام شد.
این مسابقه سومین فینال متوالی ملبورن سیتی بود، در حالی که نخستین فینال وسترن یونایتد محسوب می‌شد. وسترن یونایتد با برد ۲–۰ به قهرمانی رسید. این اولین فینال بزرگ ای-لیگ بود که دو تیم از یک شهر به‌مصاف هم می‌رفتند و هر دو تیم نماینده ملبورن بودند. وسترن یونایتد با این پیروزی پس از بریزبن رور در سال ۲۰۱۱ به اولین تیمی تبدیل شد که در اولین حضور در فینال بزرگ ای-لیگ به‌عنوان قهرمانی می‌رسد؛ همچنین به یکی از تنها دو تیمی تبدیل شد که خارج از ۲ تیم نخست جدول فصل را به پایان می‌رساند به جایگاه قهرمانی در فینال می‌رسد.

## تیم‌ها
| تیم           | تعداد حضور در فینال‌های بزرگ قبلی (پررنگ به معنی قهرمانی) |
| ------------- | -------------------------------------------------------- |
| ملبورن سیتی   | ۲۰۲۰، ۲۰۲۱                                               |
| وسترن یونایتد | هیچ                                                      |

## مسیر رسیدن به فینال
فصل ۲۲–۲۰۲۱ هفدهمین لیگ از زمان تأسیس در سال ۲۰۰۵، و ۴۵مین فصل رده بالا فوتبال اتحادیه در استرالیا بود. دوازده تیم در فصل عادی به رقابت پرداختند که هر تیم در مجموع ۲۶ مسابقه انجام می‌داد و در نتیجه یک برنامه‌ریزی نابرابر به وجود می‌آمد که برخی باشگاه‌ها سه بار باهم ملاقات می‌کردند و برخی دیگر تنها دو بار باهم دیدار می‌کردند. شش تیم برتر واجد شرایط برای سری نهایی، که در قالب حذفی مستقیم بازی می‌شد، شدند با دو تیم اول جدول که یک مکان خودکار در نیمه‌نهایی داشتند و چهار تیم پایین‌تر در بازی‌های حذفی به مصاف هم می‌رفتند. یک تغییر انجام شده این بود که هر دو تیم نیمه‌نهایی الان می‌بایست در دو بازی رفت و برگشت به مصاف هم بروند و دو تیم پیروز مجموع رفت و برگشت راهی فینال بزرگ شوند تا به دیدار هم بروند. ملبورن سیتی و ملبورن ویکتوری با فضیلت به‌پایان رساندن به ترتیب اول و دوم برای نیمه‌نهایی واجد شرایط شدند، در حالی که وسترن یونایتد (سوم) در اولین فینال حذفی با ولینگتون فونیکس (ششم) ملاقات کرد و آدلاید یونایتد (چهارم) در فینال حذفی دوم به دیدار سنترال کوئست مارینرز (پنجم) رفت.

### ملبورن سیتی
به واسطه حضور در دو تیم نخست جدول به طور خودکار موفق به کسب جایگاه در نیمه‌نهایی شد و در نیمه‌نهایی در برابر آدلاید یونایتد قرار گرفت. در دور رفت بازی با نتیجه ۰–۰ به اتمام رسید و در دور برگشت، ملبورن سیتی توانست با نتیجه ۱–۲ آدلاید را شکست دهد و راهی فینال بزرگ ای-لیگ شود.

### وسترن یونایتد
وسترن یونایتد فصل را در جایگاه سوم به پایان رساند و در اولین فینال حذفی به مصاف تیم ششم جدول، ولینگتون فونیکس رفت و در ورزشگاه مستطیلی ملبورن در مقابل ۳،۳۷۶ طرفدار به پیروزی ۱–۰ دست یافت. پس از آن، وسترن یونایتد به مصاف ملبورن ویکتوری رفت که فصل عادی را در جایگاه دوم به پایان رسانده‌بود. پس از آنکه وسترن یونایتد در دور رفت با نتیجه ۰–۱ شکست خورد؛ توانست کامبک کند و در دور برگشت با نتیجه ۱–۴ در مقابل ۱۵،۳۴۹ تماشاگر پیروز میدان شود تا در مجموع با نتیجه ۲–۴ ملبورن ویکتوری را شکست دهد و به اولین فینال بزرگ ای-لیگ تاریخ باشگاه راه پیدا کند.

## بازی
| ملبورن سیتی       | ۰–۲   | وسترن یونایتد |
| ----------------- | ----- | ------------- |
| ریس ۲' (گل‌به‌خودی) | گزارش | پریوویچ ۳۰'   |

| Melbourne City | Western United |

| GK              | 1  | تام گلاور         |  |     |
| CB              | 4  | نونو ریس          |  |     |
| CB              | 5  | روستین گریفیتس    |  | '66 |
| CB              | 22 | کورتیس گود        |  |     |
| RWB             | 6  | کارل جکینسون      |  | '46 |
| LWB             | 3  | اسکات جیمسون (c)  |  |     |
| RM              | 15 | آندره نابوت       |  |     |
| CM              | 10 | فلورین برنگر      |  |     |
| CM              | 18 | کانر متکالف       |  | '78 |
| LM              | 7  | متیو لکی          |  |     |
| CF              | 9  | جیمی مکلارن       |  |     |
| ذخیره:          |    |                   |  |     |
| GK              | 33 | مت ساتون          |  |     |
| DF              | 2  | اسکات گالووی      |  | '46 |
| DF              | 38 | جردن بوس          |  |     |
| MF              | 14 | تسوباسا اندوه     |  |     |
| MF              | 16 | تاراس گومولکا     |  | '78 |
| FW              | 17 | استفان کولاکوفسکی |  |     |
| FW              | 23 | مارکو تیلیو       |  | '66 |
| سرمربی:         |    |                   |  |     |
| پاتریک کیسنوربو |    |                   |  |     |

| GK         | 1  | جیمی یانگ        |     |     |
| RB         | 19 | یاش ریسدون (c)   |     |     |
| CB         | 6  | توموکی ایمای     |     |     |
| CB         | 4  | لیو لاکروا       |     |     |
| LB         | 17 | بن گاروچیو       |     |     |
| CM         | 88 | نیل کیلکنی       |     |     |
| CM         | 10 | استیون لاستیکا   |     | '63 |
| RW         | 8  | لاکلان ویلز      | '84 | '89 |
| AM         | 9  | دیلان ونزل-هالز  | '65 | '89 |
| LW         | 11 | کانر پین         |     | '82 |
| CF         | 99 | الکساندر پریوویچ |     |     |
| ذخیره:     |    |                  |     |     |
| GK         | 37 | رایان اسکات      |     |     |
| DF         | 5  | دیلان پایرس      |     | '89 |
| DF         | 33 | بن کالینز        |     |     |
| MF         | 26 | نیکولاس میلانویچ |     |     |
| MF         | 27 | جری اسکوتادیس    |     | '63 |
| MF         | 31 | آدیسو بایو       |     | '82 |
| MF         | 42 | ریس بوزینوفسکی   |     | '89 |
| سرمربی:    |    |                  |     |     |
| جان الویسی |    |                  |     |     |

### آمار
| آمار          | ملبورن سیتی | وسترن یونایتد |
| ------------- | ----------- | ------------- |
| گل            | ۰           | ۲             |
| شوت           | ۱           | ۷             |
| شوت در چارچوب | ۰           | ۱             |
| سیو           | ۰           | ۰             |
| مالکیت توپ    | ۵۶%         | ۴۴%           |
| کرنر          |             |               |
| خطا           | ۲           | ۳             |
| آفساید        | ۱           | ۰             |
| کارت زرد      | ۰           | ۰             |
| کارت قرمز     | ۰           | ۰             |

| آمار          | ملبورن سیتی | وسترن یونایتد |
| ------------- | ----------- | ------------- |
| گل            | ۰           | ۰             |
| شوت           | ۱۵          | ۰             |
| شوت در چارچوب | ۵           | ۰             |
| سیو           | ۰           | ۵             |
| مالکیت توپ    | ۶۶%         | ۳۴%           |
| کرنر          |             |               |
| خطا           | ۷           | ۱۱            |
| آفساید        | ۱           | ۰             |
| کارت زرد      | ۰           | ۲             |
| کارت قرمز     | ۰           | ۰             |

| آمار          | ملبورن سیتی | وسترن یونایتد |
| ------------- | ----------- | ------------- |
| گل            | ۰           | ۲             |
| شوت           | ۱۶          | ۷             |
| شوت در چارچوب | ۵           | ۱             |
| سیو           | ۰           | ۵             |
| مالکیت توپ    | ۶۰%         | ۴۰%           |
| کرنر          | ۹           | ۹             |
| خطا           | ۹           | ۱۴            |
| آفساید        | ۲           | ۰             |
| کارت زرد      | ۰           | ۲             |
| کارت قرمز     | ۰           | ۰             |